# Consolida regalis

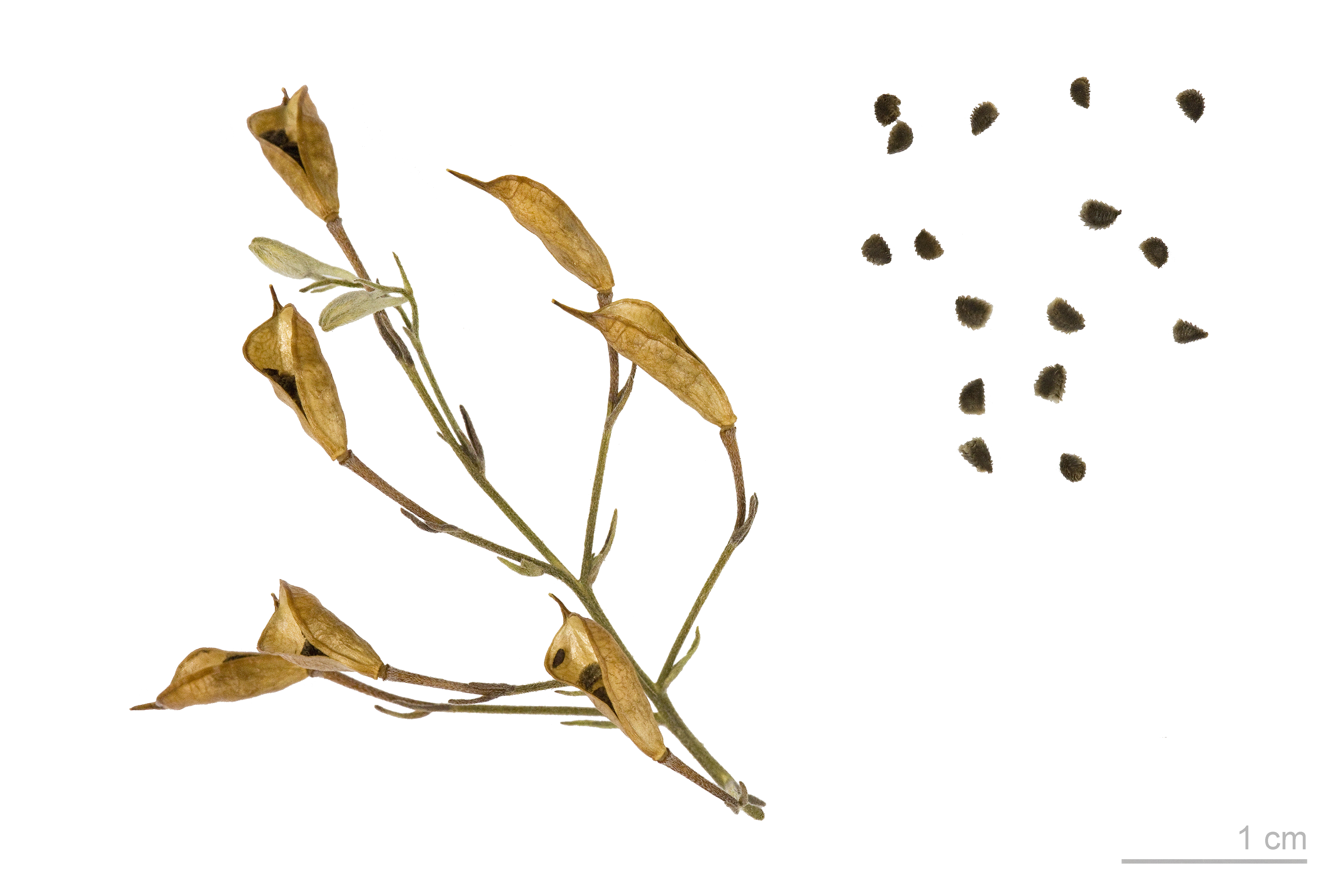
Consolida regalis

Consolida regalis là một loài thực vật có hoa trong họ Mao lương. Loài này được Gray mô tả khoa học đầu tiên năm 1821.

## Hình ảnh

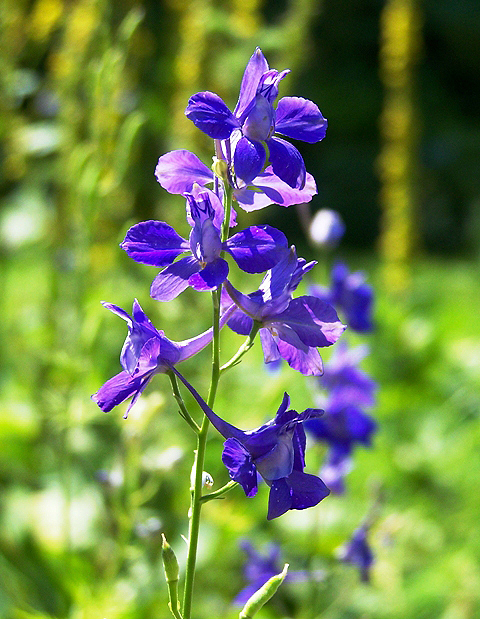
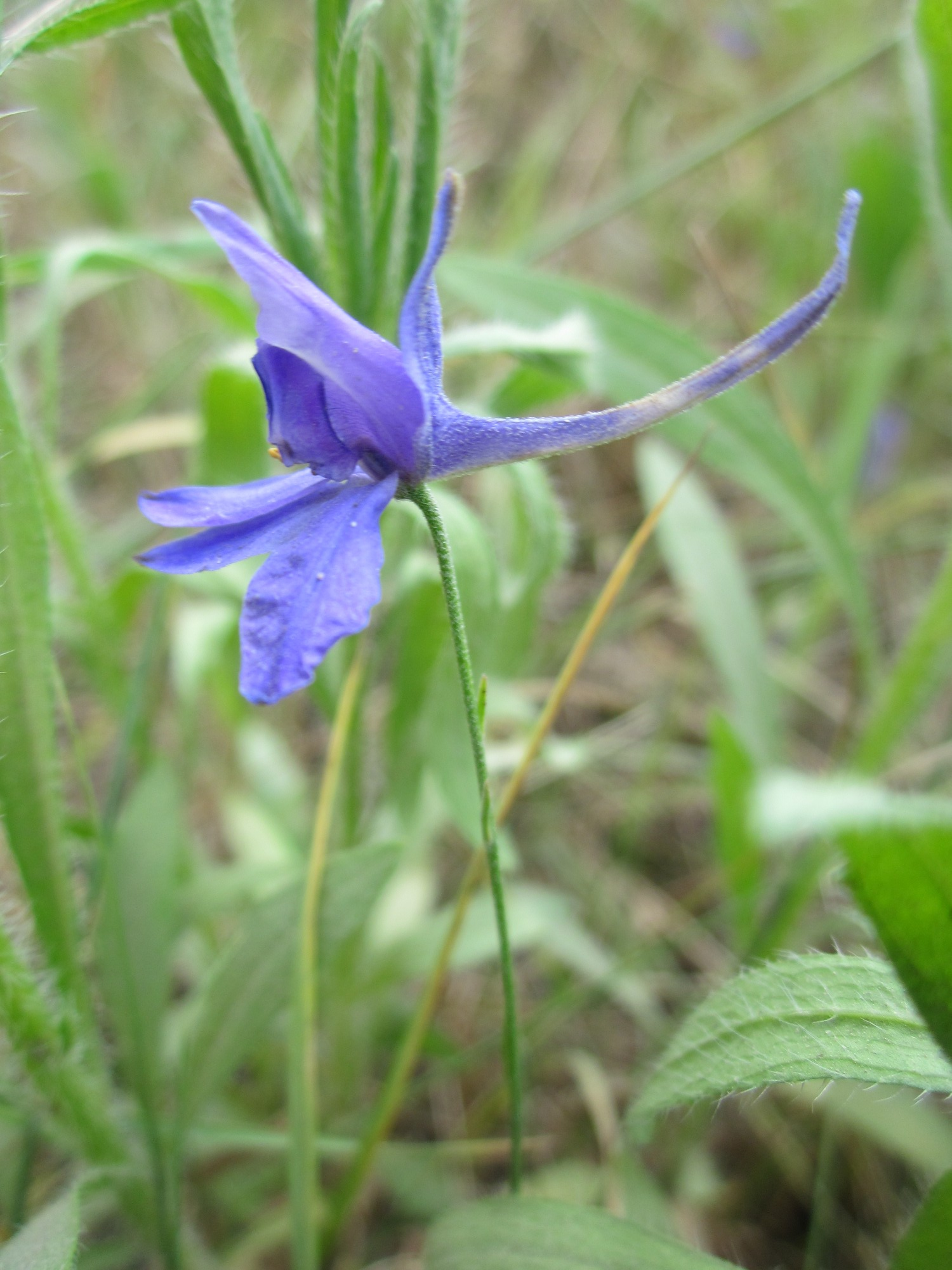
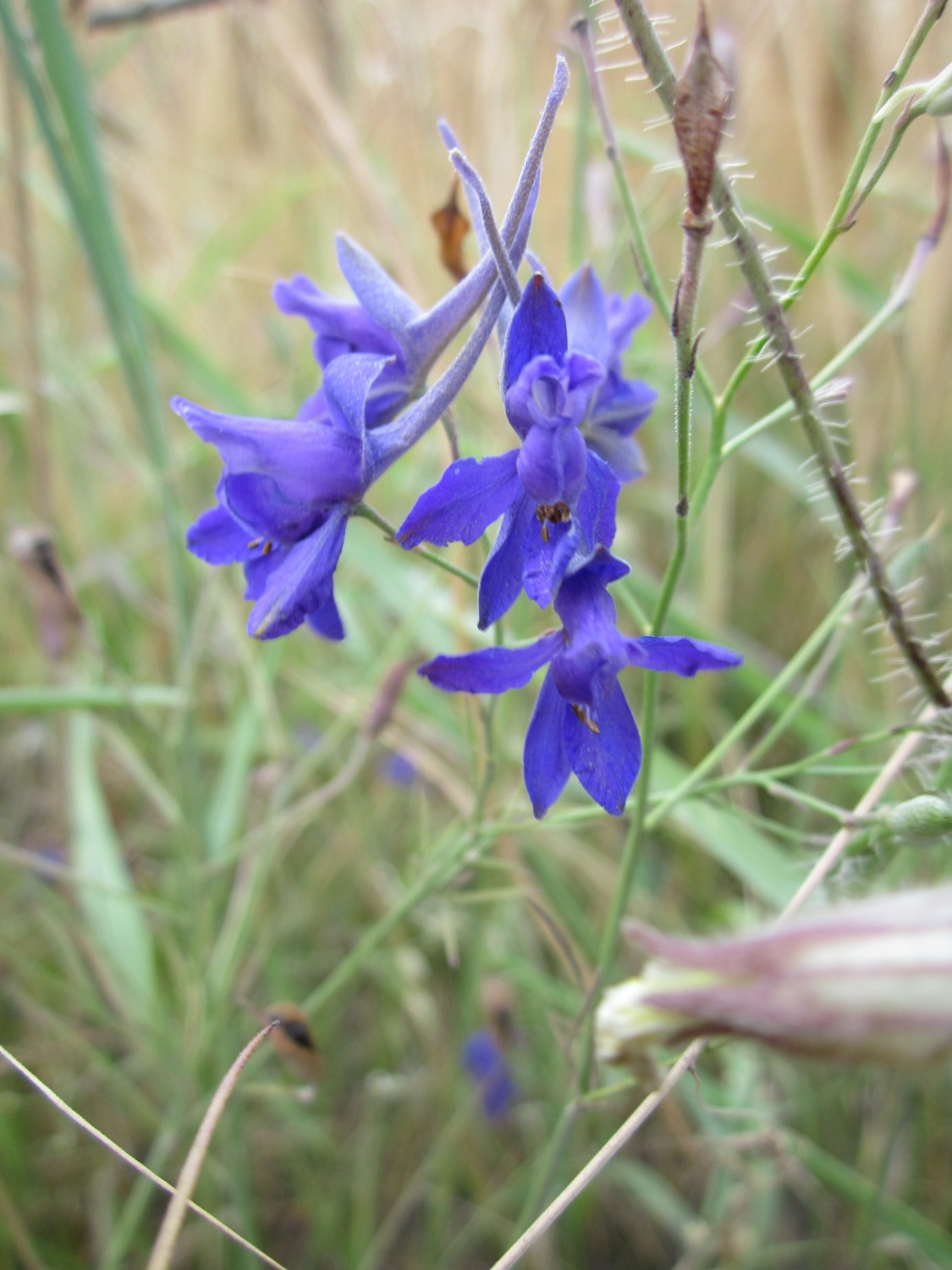
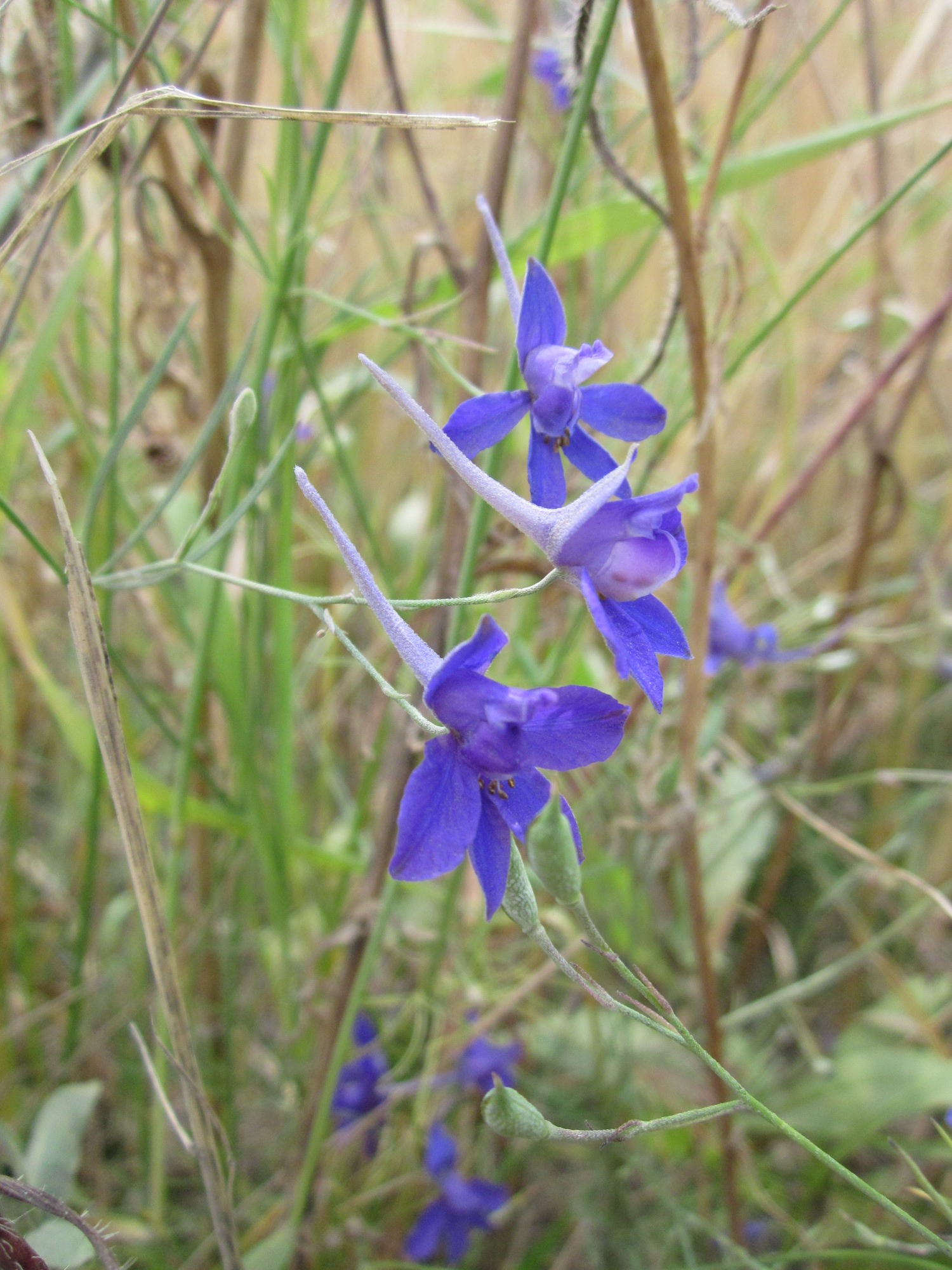